# 德累斯頓畢曉普站
德累斯頓畢曉普站（德語：Bahnhof Dresden Bischofsplatz）是一个位于德国萨克森自由州德累斯顿的火车站。本车站属于皮尔纳–科斯维希铁路的一部分。

## 外部連結
- 官方网站 （德文）